# Cephalocoema pustulosa
Cephalocoema pustulosa är en insektsart som beskrevs av Cândido Firmino de Mello-Leitão 1939. 
Cephalocoema pustulosa ingår i släktet Cephalocoema och familjen Proscopiidae. Inga underarter finns listade i Catalogue of Life.